# Лоза Петро Олексійович
Лоза́ Петро́ Олексі́йович (*15 жовтня 1956, місто Зугрес Донецької області) — український залізничник, начальник Придніпровської залізниці в 2008—2010 роках.

## Життєпис
1980 року закінчив Дніпропетровський інститут інженерів залізничного транспорту за спеціальністю Електрифікація залізничного транспорту.
Трудовий шлях розпочав із посади бригадира локомотивного депо Нижньодніпровськ-Вузол Придніпровської залізниці, працював у локомотивному депо Нижньодніпровськ-Вузол на посадах старшого майстра, приймальника локомотивів, заступника начальника з ремонту тепловозів, заступника начальника з ремонту електровозів, начальника локомотивного депо.
У 2001 році призначено головним інженером Придніпровської залізниці.
З 2002 — начальник Кримської дирекції залізничних перевезень — заступник начальника Придніпровської залізниці.
З 2005 — на посаді головного інженера Придніпровської залізниці.
З серпня 2007 — перший заступник начальника Придніпровської залізниці.
23 січня 2008 призначено начальником Придніпровської залізниці.

## Нагороди
- подяка Міністерства транспорту України (2003),
- знак «Почесному залізничнику» (2004),
- Почесна грамота Кабінету Міністрів України (2006).